# Nati nel 1985/Luglio
| Questa pagina contiene informazioni ricavate automaticamente dalle voci biografiche con l'ausilio del template Bio e di un bot. L'aggiornamento è periodico e automatico e ricostruisce completamente la pagina. Se manca una persona in questa lista, sei pregato di non aggiungerla, ma accertati piuttosto che la sua voce biografica contenga il template Bio e che i dati anagrafici siano correttamente compilati. Se il template Bio manca, inseriscilo tu stesso o, in alternativa, metti l'avviso {{tmp\|Bio}} che ne segnala la mancanza. Se i dati riportati sono sbagliati, correggi direttamente la voce biografica; le modifiche saranno visibili in questa lista entro pochi giorni. Per chiarimenti vedi il progetto biografie. La lista contiene solo le 487 persone che sono citate nell'enciclopedia e per le quali è stato implementato correttamente il template Bio. Pagina aggiornata al 18 ago 2025. |

- 1º luglio - Mohamed Abdel-Shafy, ex calciatore egiziano
- 1º luglio - Michael Delura, ex calciatore tedesco
- 1º luglio - Álex Diego, allenatore di calcio e ex calciatore messicano
- 1º luglio - Yodsanklai Fairtex, thaiboxer thailandese
- 1º luglio - Cleavon Frendo, ex calciatore maltese
- 1º luglio - Vanessa Gidden, ex cestista giamaicana
- 1º luglio - Julien Guerrier, golfista francese
- 1º luglio - Paweł Kaczmarek, ex calciatore polacco
- 1º luglio - Annike Krahn, ex calciatrice tedesca
- 1º luglio - Eva Lechner, mountain biker, ciclocrossista e ciclista su strada italiana
- 1º luglio - Sebalter, cantante e violinista svizzero
- 1º luglio - Sergej Prudnikov, ex bobbista russo
- 1º luglio - Taylor Rochestie, cestista statunitense
- 1º luglio - Léa Seydoux, attrice francese
- 1º luglio - Mlađen Šljivančanin, cestista serbo
- 1º luglio - Ben Woodside, ex cestista statunitense
- 2 luglio - Nicola Cascella, ex ostacolista italiano
- 2 luglio - Armando Coroneaux, calciatore cubano
- 2 luglio - Nelson Franklin, attore statunitense
- 2 luglio - Benjarvus Green-Ellis, ex giocatore di football americano statunitense
- 2 luglio - Chad Henne, ex giocatore di football americano statunitense
- 2 luglio - Vlatko Ilievski, cantante, attore e chitarrista macedone († 2018)
- 2 luglio - Jan Lipavský, politico ceco
- 2 luglio - Vincenzo Maltempo, pianista italiano
- 2 luglio - Dave McCary, comico e regista statunitense
- 2 luglio - Ciara Michel, pallavolista britannica
- 2 luglio - Miki Nishimura, giocatrice di bowling giapponese
- 2 luglio - Pak Nam-chol, ex calciatore nordcoreano
- 2 luglio - Rob Peeters, ex ciclocrossista e ex ciclista su strada belga
- 2 luglio - Bledjan Rizvani, ex calciatore albanese
- 2 luglio - Jürgen Roelandts, ex ciclista su strada belga
- 2 luglio - Viktoria Schwarz, canoista austriaca
- 2 luglio - Thiago Sens, pallavolista brasiliano
- 2 luglio - Däwrenbek Täjimbetov, calciatore kazako
- 2 luglio - Ashley Tisdale, attrice, cantautrice e modella statunitense
- 2 luglio - Nikolaj Trusov, ex ciclista su strada e pistard russo
- 2 luglio - Onur Tuna, attore e cantante turco
- 2 luglio - Yin Qiao, ex biatleta cinese
- 3 luglio - Abdulla Al Dakeel, ex calciatore bahreinita
- 3 luglio - Julianna Andreevna Avdeeva, pianista russa
- 3 luglio - Abderrahmane Benamadi, judoka algerino
- 3 luglio - Callistus Eziukwu, ex cestista statunitense
- 3 luglio - Georg Fischler, ex slittinista austriaco
- 3 luglio - Francisco Gómez Kodela, rugbista a 15 argentino
- 3 luglio - Zachar Jefymenko, scacchista ucraino
- 3 luglio - Mela Koteluk, cantante polacca
- 3 luglio - Jesse Nading, giocatore di football americano statunitense
- 3 luglio - Jure Šinkovec, ex saltatore con gli sci sloveno
- 3 luglio - Natalija Synyšyn, lottatrice ucraina
- 3 luglio - Aleksandar Vasilev, ex calciatore macedone
- 3 luglio - Tom De Sutter, ex calciatore belga
- 4 luglio - Philipp Achammer, politico italiano
- 4 luglio - Goran Antić, calciatore svizzero
- 4 luglio - Lartiste, rapper e cantante marocchino
- 4 luglio - Germán Araoz, rugbista a 15 argentino
- 4 luglio - Gábor Horváth, ex calciatore ungherese
- 4 luglio - Miguel Hurtado, calciatore boliviano
- 4 luglio - Dīmītrīs Mauroeidīs, ex cestista e dirigente sportivo greco
- 4 luglio - Moubarak Mfoihaia, ex calciatore francese
- 4 luglio - Lys Mouithys, ex calciatore congolese (Repubblica del Congo)
- 4 luglio - Ada Puliti, ex cestista italiana
- 4 luglio - Wason Rentería, ex calciatore colombiano
- 4 luglio - Hossein Ronaghi-Maleki, blogger e attivista iraniano
- 4 luglio - Rinalds Sirsniņš, cestista lettone
- 4 luglio - Philipp Wende, canottiere tedesco
- 5 luglio - François Arnaud, attore canadese
- 5 luglio - Kadir Bekmezci, calciatore turco
- 5 luglio - Iryna Burjačok, ex tennista ucraina
- 5 luglio - Franko Bushati, ex cestista e dirigente sportivo albanese
- 5 luglio - Élodie Godin, cestista francese
- 5 luglio - Ludovic Gotin, calciatore francese
- 5 luglio - Luíz Carlos, calciatore brasiliano
- 5 luglio - Borče Manevski, ex calciatore macedone
- 5 luglio - Stephanie McIntosh, attrice e cantante australiana
- 5 luglio - Nick O'Malley, bassista britannico
- 5 luglio - Lucía Pérez, cantante spagnola
- 5 luglio - Alexandre Picard, hockeista su ghiaccio canadese
- 5 luglio - Megan Rapinoe, ex calciatrice statunitense
- 5 luglio - Andrea Sannino, cantautore e attore italiano
- 5 luglio - Gediminas Vičius, ex calciatore lituano
- 5 luglio - Richard Wood, calciatore inglese
- 6 luglio - Evren Büker, ex cestista turco
- 6 luglio - Rebecca Camilleri, ex lunghista e velocista maltese
- 6 luglio - Stefano Chiapolino, ex saltatore con gli sci italiano
- 6 luglio - Palmiro Di Dio, allenatore di calcio e ex calciatore italiano
- 6 luglio - Virginie Marsan, attrice italiana
- 6 luglio - Joe Mays, giocatore di football americano statunitense
- 6 luglio - Ranveer Singh, attore indiano
- 6 luglio - Marcos Suka-Umu, cestista spagnolo
- 6 luglio - Melisa Sözen, attrice turca
- 7 luglio - Kenji Baba, ex calciatore giapponese
- 7 luglio - Giorgio De Togni, pallavolista italiano
- 7 luglio - Drissa Diarra, calciatore maliano
- 7 luglio - Mick Gordon, compositore e produttore discografico australiano
- 7 luglio - Deborah Priya Henry, modella malese
- 7 luglio - Seo Woo, attrice sudcoreana
- 7 luglio - Moses Mosop, maratoneta e mezzofondista keniota
- 7 luglio - Giuseppe Pignone, direttore della fotografia italiano
- 7 luglio - Brandon Rush, ex cestista statunitense
- 7 luglio - Marco Najibe Salami, mezzofondista e siepista italiano
- 7 luglio - Marc Stein, ex calciatore tedesco
- 7 luglio - Antonia Stergiou, ex altista greca
- 7 luglio - Simone Stortoni, ex ciclista su strada italiano
- 7 luglio - Nootsara Tomkom, pallavolista thailandese
- 7 luglio - Krisztián Vermes, ex calciatore ungherese
- 8 luglio - Emanuele Abate, ostacolista italiano
- 8 luglio - Martti Aljand, nuotatrice estone
- 8 luglio - Triin Aljand, nuotatrice estone
- 8 luglio - Romuald Boco, ex calciatore beninese
- 8 luglio - Jamie Cook, chitarrista britannico
- 8 luglio - Claire Coutinho, politica britannica
- 8 luglio - Jidou El Moctar, ex velocista mauritano
- 8 luglio - Natavan Gasimova, pallavolista azera
- 8 luglio - Azizbek Haydarov, ex calciatore uzbeko
- 8 luglio - Clever, rapper e cantante statunitense
- 8 luglio - Natasha Lacy, ex cestista statunitense
- 8 luglio - Julio Enrique Martínez, calciatore salvadoregno
- 8 luglio - Camila Moreno, cantante cilena
- 8 luglio - Magnus Myklebust, calciatore norvegese
- 8 luglio - Oh Eun-young, modella sudcoreana
- 8 luglio - Alessandro Patias, giocatore di calcio a 5 brasiliano
- 8 luglio - Bico Pelentir, giocatore di calcio a 5 brasiliano
- 8 luglio - Marilù Pipitone, attrice italiana
- 8 luglio - Al'bert Saritov, lottatore russo
- 8 luglio - Yūsuke Tasaka, ex calciatore giapponese
- 8 luglio - Vic Joseph, giornalista statunitense
- 9 luglio - Mirza Begić, ex cestista bosniaco
- 9 luglio - Nicola Cassio, nuotatore italiano
- 9 luglio - Aleksej Čeremisinov, schermidore russo
- 9 luglio - Brandon Currie, pilota motociclistico statunitense
- 9 luglio - Hans Peter Fischnaller, ex slittinista italiano
- 9 luglio - Matteo Gazzini, politico italiano
- 9 luglio - Elena Gigli, ex pallanuotista italiana
- 9 luglio - Alejandro Guerra, ex calciatore venezuelano
- 9 luglio - Irantzu Castrillo, ex calciatrice spagnola
- 9 luglio - Cristiane Justino, artista marziale misto e thaiboxer brasiliana
- 9 luglio - Ieva Kokoreviča, modella lettone
- 9 luglio - Paweł Korzeniowski, nuotatore polacco
- 9 luglio - Masashi Nishiyama, judoka giapponese
- 9 luglio - Alex Phillips, politica britannica
- 9 luglio - Pablo Vitti, ex calciatore argentino
- 9 luglio - Ben Watson, ex calciatore inglese
- 9 luglio - Ashley Young, calciatore inglese
- 10 luglio - Koen van der Biezen, ex calciatore olandese
- 10 luglio - Silvio Cavrić, ex calciatore croato
- 10 luglio - Maurizio Ciccolella, attore teatrale e regista teatrale italiano
- 10 luglio - Hugues-Wilfried Dah, calciatore burkinabé
- 10 luglio - Jared Dudley, allenatore di pallacanestro e ex cestista statunitense
- 10 luglio - Natalija Gocij, modella ucraina
- 10 luglio - Caleb Green, ex cestista statunitense
- 10 luglio - Mario Gómez, dirigente sportivo e ex calciatore tedesco
- 10 luglio - Ka Pou Lam, calciatore macaense
- 10 luglio - Emily King, cantautrice statunitense
- 10 luglio - Roderick Lampe, calciatore olandese
- 10 luglio - Thomas Le Mouton, calciatore cookese
- 10 luglio - Diego Milán, ciclista su strada spagnolo
- 10 luglio - Killian Scott, attore irlandese
- 10 luglio - Hokuto Nakamura, ex calciatore giapponese
- 10 luglio - Tom Erik Nordberg, calciatore norvegese
- 10 luglio - Sarkodie, rapper ghanese
- 10 luglio - Park Chu-young, ex calciatore sudcoreano
- 10 luglio - Geoff Platt, ex hockeista su ghiaccio canadese
- 10 luglio - Tidiane Sane, ex calciatore senegalese
- 10 luglio - Bastian Schulz, ex calciatore tedesco
- 10 luglio - Arman Shields, ex giocatore di football americano statunitense
- 10 luglio - Lucimara da Silva, ex multiplista brasiliana
- 10 luglio - Ivan Vagner, cosmonauta russo
- 10 luglio - Hitomi Watanabe, cantante e attrice giapponese
- 10 luglio - Kaito Yamamoto, ex calciatore giapponese
- 11 luglio - Robert Adamson, attore statunitense
- 11 luglio - Martín Anselmi, allenatore di calcio argentino
- 11 luglio - Geoff Cameron, ex calciatore statunitense
- 11 luglio - Mike Cox, ex giocatore di football americano statunitense
- 11 luglio - Luiz Ejlli, cantante albanese
- 11 luglio - Petra Gargano, cantante finlandese
- 11 luglio - Johanne Gomis, cestista francese
- 11 luglio - Kenta Hirose, cestista giapponese
- 11 luglio - Tobias Jesso Jr., paroliere, produttore discografico e cantautore canadese
- 11 luglio - Anna Julia Kapfelsperger, attrice tedesca
- 11 luglio - Orestīs Karnezīs, ex calciatore greco
- 11 luglio - Yahia Kébé, ex calciatore burkinabé
- 11 luglio - Ivan Lovrić, ex calciatore croato
- 11 luglio - Aki Maeda, attrice e cantante giapponese
- 11 luglio - Lilian Marijnissen, politica olandese
- 11 luglio - Takeshi Nagano, pallavolista giapponese
- 11 luglio - Ele Opeloge, sollevatrice samoana
- 11 luglio - Andrea Pagoto, ex ciclista su strada italiano
- 11 luglio - Vjekoslav Perica, storico e giornalista croato
- 11 luglio - Roberto Román Triguero, ex calciatore spagnolo
- 11 luglio - Richelle Ryan, attrice pornografica statunitense
- 11 luglio - Jonathan Sexton, ex rugbista a 15 irlandese
- 11 luglio - Genevra Stone, canottiera statunitense
- 11 luglio - Alessandro Terrin, ex nuotatore italiano
- 11 luglio - Riccardo Valentini, hockeista in-line italiano
- 11 luglio - Jakub Wilk, calciatore polacco
- 12 luglio - Javor Baharov, attore bulgaro
- 12 luglio - Paulo Vitor Barreto, ex calciatore brasiliano
- 12 luglio - Gianluca Curci, allenatore di calcio e ex calciatore italiano
- 12 luglio - Maurice-Junior Dalé, ex calciatore francese
- 12 luglio - Adam Gregory, cantante e cantautore canadese
- 12 luglio - Cassidy Krug, tuffatrice statunitense
- 12 luglio - Ismael Londt, kickboxer olandese
- 12 luglio - Maryna Marčenko, pallavolista ucraina
- 12 luglio - Rob Menendez, politico statunitense
- 12 luglio - Andrea Mete, doppiatore e direttore del doppiaggio italiano
- 12 luglio - Natasha Poly, supermodella russa
- 12 luglio - María Belén Pérez, schermitrice argentina
- 12 luglio - Sara Savoia, nuotatrice artistica italiana
- 12 luglio - Emil Hegle Svendsen, ex biatleta e ex fondista norvegese
- 12 luglio - Valentina Trapletti, marciatrice italiana
- 12 luglio - David Vandenbroeck, allenatore di calcio e ex calciatore belga
- 13 luglio - Faouzi Abdelghani, ex calciatore marocchino
- 13 luglio - Charlotte Dujardin, cavallerizza britannica
- 13 luglio - Abdallah Said, calciatore egiziano
- 13 luglio - Dan Fritsche, hockeista su ghiaccio statunitense
- 13 luglio - Murilo Galves, tuffatore brasiliano
- 13 luglio - Trell Kimmons, velocista statunitense
- 13 luglio - Takuya Kokeguchi, ex calciatore giapponese
- 13 luglio - Nobuyuki Nishi, ex sciatore freestyle giapponese
- 13 luglio - Guillermo Ochoa, calciatore messicano
- 13 luglio - Johan Passave-Ducteil, cestista francese
- 13 luglio - Darko Puškarić, calciatore serbo
- 13 luglio - Olivier Veigneau, ex calciatore francese
- 14 luglio - Dores André, ballerina spagnola
- 14 luglio - David Blair, rugbista a 15 e insegnante britannico
- 14 luglio - Blagoja Celeski, ex calciatore australiano
- 14 luglio - Chan Siu Ki, calciatore hongkonghese
- 14 luglio - Dennis Endras, hockeista su ghiaccio tedesco
- 14 luglio - Morgaro Gomis, calciatore francese
- 14 luglio - Digby Ioane, rugbista a 15 australiano
- 14 luglio - Lee Kwang-soo, attore, comico e modello sudcoreano
- 14 luglio - Moemedi Moatlhaping, calciatore botswano
- 14 luglio - Oleksandr P"jatnycja, giavellottista ucraino
- 14 luglio - Darrelle Revis, ex giocatore di football americano statunitense
- 14 luglio - Lara Ricciatti, politica italiana
- 14 luglio - Mykal Riley, cestista statunitense
- 14 luglio - Ezequiel Óscar Scarione, calciatore argentino
- 14 luglio - Jeff Tyrrell, pallanuotista statunitense
- 14 luglio - Phoebe Waller-Bridge, attrice, sceneggiatrice e drammaturga britannica
- 15 luglio - Sif Atladóttir, calciatrice islandese
- 15 luglio - Sergej Čepčugov, ex calciatore russo
- 15 luglio - Benjamin Lemaire, produttore cinematografico, sceneggiatore e regista francese
- 15 luglio - Igor Jurković, kickboxer, thaiboxer e artista marziale misto croato
- 15 luglio - Tomer Kapon, attore israeliano
- 15 luglio - Riley Mason, ex attrice pornografica statunitense
- 15 luglio - Chris Oliver, ex cestista statunitense
- 15 luglio - Inés Palombo, modella e attrice argentina
- 15 luglio - Graziano Pellè, ex calciatore italiano
- 15 luglio - Gaia Scodellaro, attrice e ballerina italiana
- 15 luglio - Burak Yılmaz, allenatore di calcio e ex calciatore turco
- 16 luglio - Youssef Adnane, allenatore di calcio e ex calciatore francese
- 16 luglio - Birgit Birnbacher, scrittrice austriaca
- 16 luglio - Gary Borrowdale, ex calciatore inglese
- 16 luglio - Lucas Favalli, ex calciatore argentino
- 16 luglio - Abraham González, ex calciatore spagnolo
- 16 luglio - Carmen Guzmán, ex cestista statunitense
- 16 luglio - Yōko Hikasa, doppiatrice e cantante giapponese
- 16 luglio - Kevin Huber, giocatore di football americano statunitense
- 16 luglio - Dejan Jaković, calciatore canadese
- 16 luglio - Povilas Leimonas, calciatore lituano
- 16 luglio - QT Marshall, wrestler statunitense
- 16 luglio - Johnny McKinstry, allenatore di calcio nordirlandese
- 16 luglio - Dejan Mezga, calciatore croato
- 16 luglio - Cha Ye-ryun, attrice sudcoreana
- 16 luglio - Julija Ratkevič, lottatrice bielorussa
- 16 luglio - Thomas Rønning, calciatore norvegese
- 16 luglio - Rosa Salazar, attrice statunitense
- 16 luglio - Vaidotas Šilėnas, ex calciatore lituano
- 17 luglio - Gary Ambroise, allenatore di calcio e ex calciatore francese
- 17 luglio - Poya Asbaghi, allenatore di calcio svedese
- 17 luglio - Miguel Ángel Britos, ex calciatore uruguaiano
- 17 luglio - Jason Aalon Butler, cantante e musicista statunitense
- 17 luglio - Tom Cullen, attore britannico
- 17 luglio - Arslan Ekşi, pallavolista turco
- 17 luglio - Loui Eriksson, hockeista su ghiaccio svedese
- 17 luglio - Tom Fletcher, musicista e scrittore britannico
- 17 luglio - Valentino Gallo, pallanuotista italiano
- 17 luglio - Henning Hauger, calciatore norvegese
- 17 luglio - Chris Johnson, cestista statunitense
- 17 luglio - Martin Kohler, ex ciclista su strada svizzero
- 17 luglio - Renato Margaça, calciatore portoghese
- 17 luglio - Knut Olav Rindarøy, ex calciatore norvegese
- 17 luglio - Srđan Simović, calciatore serbo
- 17 luglio - Ephraim Sykes, attore statunitense
- 18 luglio - Stefano Corti, comico e personaggio televisivo italiano
- 18 luglio - Chace Crawford, attore statunitense
- 18 luglio - Theo Croker, trombettista e compositore statunitense
- 18 luglio - Agnieszka Dygacz, marciatrice polacca
- 18 luglio - Hopsin, rapper, produttore discografico e attore statunitense
- 18 luglio - Bovska, cantante polacca
- 18 luglio - Dan Guterman, sceneggiatore e produttore televisivo statunitense
- 18 luglio - Panagiōtīs Lagos, ex calciatore greco
- 18 luglio - Christian Marrugo, calciatore colombiano
- 18 luglio - Christine Milton, cantante danese
- 18 luglio - Mara Navarria, ex schermitrice italiana
- 18 luglio - José Carlos Júnior, ex calciatore brasiliano
- 18 luglio - James Norton, attore britannico
- 18 luglio - Dudu Omagbemi, calciatore nigeriano
- 18 luglio - Cheung Siu Lun, schermidore hongkonghese
- 19 luglio - Saud Al Hajiri, calciatore qatariota
- 19 luglio - LaMarcus Aldridge, ex cestista statunitense
- 19 luglio - Lucas Aveldaño, calciatore argentino
- 19 luglio - Ana Baletić, cestista montenegrina
- 19 luglio - Vinícius Barrivieira, ex calciatore brasiliano
- 19 luglio - Stacy Barthe, cantautrice statunitense
- 19 luglio - Ernesto D'Argenio, attore italiano
- 19 luglio - Grzegorz Gajewski, scacchista polacco
- 19 luglio - Daniel Hain, ex cestista tedesco
- 19 luglio - Volodymyr Homenjuk, ex calciatore ucraino
- 19 luglio - Ekene Ibekwe, ex cestista statunitense
- 19 luglio - Karrion Kross, wrestler statunitense
- 19 luglio - Marina Kuzina, cestista russa
- 19 luglio - Serena Malfi, mezzosoprano italiano
- 19 luglio - Stephen McDowell, ex cestista statunitense
- 19 luglio - Sara Paris, pallavolista italiana
- 19 luglio - Amy Pearson, cantautrice britannica
- 19 luglio - Dar'ja Piščal'nikova, discobola russa
- 19 luglio - Vanče Šikov, ex calciatore macedone
- 19 luglio - Tobias Werner, ex calciatore tedesco
- 19 luglio - Zhou Haibin, ex calciatore cinese
- 20 luglio - Mousa al-Awadi, cestista giordano
- 20 luglio - Jared Connaughton, ex velocista canadese
- 20 luglio - John Francis Daley, attore, sceneggiatore e regista statunitense
- 20 luglio - Kléberson Davide, mezzofondista brasiliano
- 20 luglio - Francisco Gamboa, ex calciatore messicano
- 20 luglio - Hélio Roque, ex calciatore portoghese
- 20 luglio - Matías Pérez, ex calciatore uruguaiano
- 20 luglio - Pablo Rodríguez Aracil, ex calciatore spagnolo
- 20 luglio - Jevhen Selezn'ov, ex calciatore ucraino
- 20 luglio - Hazal Türesan, attrice turca
- 20 luglio - L.J. van Zyl, ostacolista sudafricano
- 21 luglio - Guillaume Bastille, pattinatore di short track canadese
- 21 luglio - Emiliano Çela, allenatore di calcio e ex calciatore albanese
- 21 luglio - Wei-Yin Chen, giocatore di baseball taiwanese
- 21 luglio - Leonardo Donno, politico italiano
- 21 luglio - Samuel Hill, mountain biker australiano
- 21 luglio - Kim Jong-hyun, tiratore a segno sudcoreano
- 21 luglio - Vanessa Lengies, attrice canadese
- 21 luglio - Julia Michalska, canottiera polacca
- 21 luglio - Fabrice Noël, ex calciatore haitiano
- 21 luglio - Martina Panagia, conduttrice televisiva italiana
- 21 luglio - Von Wafer, ex cestista statunitense
- 22 luglio - Jonathan Ayité, ex calciatore togolese
- 22 luglio - Sergej Sergeevič Davydov, ex calciatore russo
- 22 luglio - Ryan Dolan, cantante britannico
- 22 luglio - Boukary Dramé, ex calciatore francese
- 22 luglio - Randal Falker, ex cestista statunitense
- 22 luglio - Ben Foden, rugbista a 15 britannico
- 22 luglio - Oumar N'Diaye, ex calciatore mauritano
- 22 luglio - Takudzwa Ngwenya, rugbista a 15 zimbabwese
- 22 luglio - Emin Nouri, allenatore di calcio e ex calciatore svedese
- 22 luglio - Akira Tozawa, wrestler giapponese
- 23 luglio - Nelli Berg, politica e ex calciatrice finlandese
- 23 luglio - Parfait Bitee, ex cestista e allenatore di pallacanestro camerunese
- 23 luglio - Tessa Bonhomme, hockeista su ghiaccio canadese
- 23 luglio - William Dunlop, pilota motociclistico nordirlandese († 2018)
- 23 luglio - Raúl Fuster, ex calciatore spagnolo
- 23 luglio - Jayson Jablonsky, ex pallavolista statunitense
- 23 luglio - Luis Ángel Landín, calciatore messicano
- 23 luglio - Igor Marić, cestista croato
- 23 luglio - Anna Maria Mühe, attrice tedesca
- 23 luglio - Pavlo Rebenok, ex calciatore ucraino
- 23 luglio - Christian Steffani, ex giocatore di football americano e allenatore di football americano austriaco
- 23 luglio - Wellington Brito da Silva, ex calciatore brasiliano
- 23 luglio - Chris Venables, calciatore inglese
- 23 luglio - Sultan Khamis Zaman, ex mezzofondista burundese
- 23 luglio - Philip Zwiener, ex cestista tedesco
- 24 luglio - Ṙobert Arzowmanyan, allenatore di calcio e ex calciatore armeno
- 24 luglio - Brian Banks, ex giocatore di football americano statunitense
- 24 luglio - Patrice Bergeron, ex hockeista su ghiaccio canadese
- 24 luglio - Catherine Chikwakwa, ex mezzofondista malawiana
- 24 luglio - Amilale Esaroma, calciatore samoano
- 24 luglio - Joyryde, disc jockey e produttore discografico britannico
- 24 luglio - Kalaje Gnipate, ex calciatore francese
- 24 luglio - Zeynep Kızıltan, attrice turca
- 24 luglio - Matt Lojeski, ex cestista statunitense
- 24 luglio - Dóra María Lárusdóttir, ex calciatrice islandese
- 24 luglio - Valentina Maggi, ex cestista argentina
- 24 luglio - Aries Merritt, ostacolista statunitense
- 24 luglio - Oh Jang-eun, ex calciatore sudcoreano
- 24 luglio - Apostolos Parellīs, discobolo cipriota
- 24 luglio - Teagan Presley, ex attrice pornografica statunitense
- 24 luglio - Lukáš Rosol, ex tennista ceco
- 24 luglio - Francesca Ventura, ex calciatrice italiana
- 24 luglio - Donte Whitner, ex giocatore di football americano statunitense
- 24 luglio - Eric Wright, giocatore di football americano statunitense
- 24 luglio - Zhao Qinggang, giavellottista cinese
- 25 luglio - Mika Ääritalo, ex calciatore finlandese
- 25 luglio - Francesca Chillemi, attrice e personaggio televisivo italiana
- 25 luglio - Domenico Diele, attore italiano
- 25 luglio - Corey Graham, giocatore di football americano statunitense
- 25 luglio - James Lafferty, attore, regista e produttore cinematografico statunitense
- 25 luglio - Lee Seung-hyun, calciatore sudcoreano
- 25 luglio - Guillaume Levarlet, ex ciclista su strada francese
- 25 luglio - Kevin McCall, cantante e produttore discografico statunitense
- 25 luglio - Jameel McClain, giocatore di football americano statunitense
- 25 luglio - Stelios Parpas, calciatore cipriota
- 25 luglio - Nelson Piquet Jr., pilota automobilistico brasiliano
- 25 luglio - Filip Polášek, tennista slovacco
- 25 luglio - Hugo Rodallega, calciatore colombiano
- 25 luglio - Kyrylo Sydorenko, ex calciatore ucraino
- 25 luglio - Shantel VanSanten, attrice statunitense
- 25 luglio - Anicia Wood, pallavolista barbadiana
- 25 luglio - Salomėja Zaksaitė, scacchista lituana
- 26 luglio - Aiello, cantautore italiano
- 26 luglio - Gaël Clichy, allenatore di calcio e ex calciatore francese
- 26 luglio - Amir Edri, ex calciatore israeliano
- 26 luglio - Brice Feillu, ex ciclista su strada francese
- 26 luglio - Chrissy Givens, ex cestista statunitense
- 26 luglio - Ernesto Hernández, calciatore uruguaiano
- 26 luglio - Jeong Gyeong-mi, judoka sudcoreana
- 26 luglio - Anna Jurčenková, cestista slovacca
- 26 luglio - Natsuki Katō, attrice giapponese
- 26 luglio - Francisco Molinero, ex calciatore spagnolo
- 26 luglio - Chukwuka Ofoyen, ex calciatore nigeriano
- 26 luglio - Tatafu Polota-Nau, rugbista a 15 australiano
- 26 luglio - Denïs Rodïonov, allenatore di calcio e ex calciatore kazako
- 26 luglio - Heidi Ruud Ellingsen, attrice, doppiatrice e conduttrice televisiva norvegese
- 26 luglio - Aiyawatt Srivaddhanaprabha, imprenditore e dirigente sportivo thailandese
- 26 luglio - Audrey de Montigny, cantante canadese
- 27 luglio - Babanco, ex calciatore capoverdiano
- 27 luglio - Victoria Brown, pallanuotista australiana
- 27 luglio - Young Dolph, rapper statunitense († 2021)
- 27 luglio - Santa Dreimane, ex cestista lettone
- 27 luglio - Jason Hsu, cantante e attore taiwanese
- 27 luglio - Carla Hohepa, rugbista a 15 neozelandese
- 27 luglio - Matteo Pratichetti, rugbista a 15 italiano
- 27 luglio - Lou Taylor Pucci, attore statunitense
- 27 luglio - Branislav Ratkovica, ex cestista e allenatore di pallacanestro serbo
- 28 luglio - Khaled Adénon, calciatore beninese
- 28 luglio - Mathieu Debuchy, ex calciatore francese
- 28 luglio - Tatiana Encarnación, pallavolista portoricana
- 28 luglio - Anton Golocuckov, ginnasta russo
- 28 luglio - Jon Michael Hill, attore statunitense
- 28 luglio - Arif İsayev, ex calciatore azero
- 28 luglio - Jirō Kamata, ex calciatore giapponese
- 28 luglio - Dustin Milligan, attore canadese
- 28 luglio - Brižitka Molnar, ex pallavolista serba
- 28 luglio - Topsy Ojo, ex rugbista a 15 britannico
- 28 luglio - Volodymyr Pol'ovyj, ex calciatore ucraino
- 28 luglio - Tobias Stechert, ex sciatore alpino tedesco
- 28 luglio - Christian Süß, tennistavolista tedesco
- 28 luglio - Mamadou Sy, cestista francese
- 28 luglio - Benjamin Wess, hockeista su prato tedesco
- 29 luglio - Besart Berisha, ex calciatore kosovaro
- 29 luglio - Damir Bičanić, ex pallamanista e dirigente sportivo croato
- 29 luglio - Thomas Blumenthal, attore francese
- 29 luglio - Luca Centi, scrittore italiano
- 29 luglio - Volodymyr Fedoriv, ex calciatore ucraino
- 29 luglio - Zoltán Fodor, lottatore ungherese
- 29 luglio - Caoilinn Hughes, scrittrice irlandese
- 29 luglio - Shingō Hyōdō, ex calciatore giapponese
- 29 luglio - Joel Lipinski, ex giocatore di football americano canadese
- 29 luglio - Jonathan Maidana, ex calciatore argentino
- 29 luglio - Kyle Shiloh, ex cestista statunitense
- 29 luglio - Steinþór Freyr Þorsteinsson, calciatore islandese
- 30 luglio - Aml Ameen, attore britannico
- 30 luglio - Bárbara Generoso Honório, ex cestista brasiliana
- 30 luglio - Keith Brumbaugh, ex cestista statunitense
- 30 luglio - Daniel Fredheim Holm, ex calciatore norvegese
- 30 luglio - Elena Gheorghe, cantante rumena
- 30 luglio - Chris Guccione, ex tennista australiano
- 30 luglio - Mia Isabella, attrice pornografica statunitense
- 30 luglio - Benjamin Kleibrink, schermidore tedesco
- 30 luglio - Luca Lanotte, danzatore su ghiaccio italiano
- 30 luglio - Rayden, rapper spagnolo
- 30 luglio - Dan Schreiber, giocatore di poker statunitense
- 30 luglio - Tobias Weis, allenatore di calcio e ex calciatore tedesco
- 30 luglio - Mary Wiseman, attrice statunitense
- 30 luglio - Paulo Rafael de Oliveira Ramos, calciatore brasiliano († 2009)
- 31 luglio - Olawunmi Banjo, artista nigeriana
- 31 luglio - Daniel Ciofani, ex calciatore italiano
- 31 luglio - Rémy Di Grégorio, ex ciclista su strada francese
- 31 luglio - Sean Michael Flynn, attore, regista e sceneggiatore britannico
- 31 luglio - Richard Foster, ex calciatore scozzese
- 31 luglio - Patrick Gerhardt, ex calciatore svizzero
- 31 luglio - Allie X, cantante canadese
- 31 luglio - Eva Janeva, pallavolista bulgara
- 31 luglio - Milan Jovanić, ex calciatore serbo
- 31 luglio - Kay, cantante canadese
- 31 luglio - Brimin Kipruto, siepista e mezzofondista keniota
- 31 luglio - Jean-Philippe Le Guellec, ex biatleta canadese
- 31 luglio - Marcos Danilo Padilha, calciatore brasiliano († 2016)
- 31 luglio - Luka Pejović, ex calciatore montenegrino
- 31 luglio - Clotilde Reiss, politologa francese
- 31 luglio - Artūrs Strēlnieks, cestista lettone
- 31 luglio - Alissa White-Gluz, cantante canadese